# フランツ・ハヴラタ
フランツ・ハヴラタ（Franz Hawlata, 1963年12月26日 - ）は、ドイツのバス・バリトン歌手。

## 経歴
ドイツ、オーバーバイエルンのアイヒシュテット生まれ。
1994年よりウィーン国立歌劇場と契約し、これまでに200公演以上に出演している。また、メトロポリタン歌劇場、パリ・オペラ座、英国ロイヤル・オペラ、ベルリン・ドイツ・オペラ、バイロイト音楽祭、ザルツブルク音楽祭などに出演している。
2011年4月、東日本大震災の影響により指揮者（クリスティアン・アルミンク）や多くの歌手が新国立劇場の『ばらの騎士』をキャンセルする中、「ヨーロッパはじめ、世界各地で大震災チャリティーコンサートが開かれています。でも私にとっては、遠く離れたところで歌うのではなく、日本に来て歌うことが本当のチャリティーなんです。」と予定通り来日し、オックス男爵を歌い、絶賛を博す。尾高忠明芸術監督はシーズンを振り返って、この公演を激賞している。

## レパートリー
『ドン・ジョヴァンニ』レポレッロ、『魔笛』パパゲーノとザラストロ、『フィガロの結婚』フィガロ、『フィデリオ』ロッコ、『さまよえるオランダ人』ダーラント、『ヴォツェック』タイトルロール、『影のない女』バラック、『ばらの騎士』オックス男爵、『魔弾の射手』カスパールなど。ドイツ・オペラが主要レパートリーである。